# Espaces d'évolution
Lorsqu'une plongée en scaphandre autonome a lieu dans une structure commerciale ou associative, les espaces d'évolutions sont, en général, fixés par les niveaux de qualification des plongeurs. Depuis la banalisation de la plongée aux mélanges autres que l'air, ces espaces d'évolution ont été adaptés.
Certains pays, qui ont une législation propre en matière de plongée bouteille, ont fixé des règles indépendamment des niveaux détenus.

## France

### Plongée loisir à l'air
En France, les espaces d'évolution pour la plongée à l'air sont définis par le code du sport pour la plongée loisir et sportive en structures commerciales ou associatives.
Les plongeurs accèdent selon leur compétence, à différents espaces d'évolution :
| 0 à 6 mètres  |
| 0 à 12 mètres |
| 0 à 20 mètres |
| 0 à 40 mètres |
| 0 à 60 mètres |

NB : en France, la plongée à l'air est limitée à 60 m.
Pour les limitations à 20 et 40m (autrefois appelés espaces médian et lointain), une tolérance de 5 mètres était acceptée si les conditions techniques et matériels étaient favorables, de même qu'un dépassement "accidentel" de 5 mètres était autorisé pour la limite des 60. Depuis le 18 juin 2010, le code du sport n'autorise plus ces dépassements.

### Plongée loisir aux mélanges autres que l'air
En France, ces espaces sont fixés par l'arrêté du 9 juillet 2004.
La plongée au nitrox est calquée sur celle à l'air.
Sans être nommés de manière spécifique, les espaces d'évolution pour la plongée au trimix sont au nombre de quatre :
- de 0 à 60 mètres.
- de 0 à 70 mètres.
- de 0 à 80 mètres.
- de 70 à 120 mètres.

### Précision légale
Le code du sport fixe les espaces d'évolution et les profondeurs maximales autorisées dans le cadre des plongées en structure (club, association, etc.). La plongée réalisée à titre individuel (en dehors de toute structure fédérale ou commerciale) est quant à elle pratiquée librement sous la responsabilité des plongeurs impliqués.

## Égypte
En Égypte, la plongée à l'air est réglementée en suivant les préconisations du WRSTC .
Les profondeurs maximales autorisées pour les plongeurs loisirs sont donc 18, 30 et 40 mètres en fonction du niveau de certification. Pour la plongée technique, les valeurs retenues sont celles associées aux qualifications de TDI : 40, 45, 55, 60 et 100 mètres, les dépassements étant sous l'entière responsabilité du centre de plongée et du directeur technique.

## Maldives
Aux Maldives, la profondeur autorisée est limitée à 30 mètres.

## PADI
Dans le système PADI, la profondeur est limitée par le niveau. Hors formation, il ne s'agit que de recommandantions. Deux plongeurs certifiés PADI Open Water Diver peuvent évoluer en autonomie jusqu'à 18 mètres de profondeur. Cette profondeur est portée à 30 mètres pour des plongeurs certifiés Advanced Open Water Diver, 40 pour les titulaires de la qualification Deep diver.

## Sources
1. ↑  « Etablissements organisant la pratique de la plongée subaquatique », Extraits du Code du Sport - Partie Réglementaire - Livre III Pratique sportive ; Titre II Obligations liées aux activités sportives - Section 3 [PDF], sur plongee.ffessm.fr, 30 juin 2012 (consulté le 1er avril 2025)
2. ↑  http://www.cdws.travel/documents/rules-regulations/CDWS%20policy%20-%20depths%20V6%209%20May%2009.pdf